# Harriet Bloch
Pour les articles homonymes, voir Bloch.
Harriet Bloch, née le 26 juillet 1881 et morte le 1er avril 1975, est une femme auteur et scénariste danoise, active au cinéma de 1911 à 1923.

## Filmographie
- 1916 : Amour et Journalisme
- 1916 : Ålderdom och dårskap (sv)
- 1917 : Förstadsprästen (sv)
- 1917 : Miljonarvet (sv)
- 1920 : En hustru till låns (sv)

Son roman Der Sieger a servi de base à Carl Mayer pour le scénario du film La Marche dans la nuit réalisé en 1920 par Friedrich Wilhelm Murnau.